# فهرست خدایان باروری
فهرست خدایان باروری (انگلیسی: List of fertility deities) یک خدا یا الهه است که با باروری، جنسیت، بارداری، زایمان و محصول کشاورزی مرتبط است. در برخی موارد این خدایان مستقیماً با این تجربیات مرتبط هستند. در برخی دیگر آنها نمادهای انتزاعی‌تر هستند. آیین باروری ممکن است همراه با عبادت آنها باشد. در زیر لیستی از خدایان باروری آورده شده‌است.

## آفریقا

### مصر باستان
- آمون، خدای خالق، مرتبط با باروری

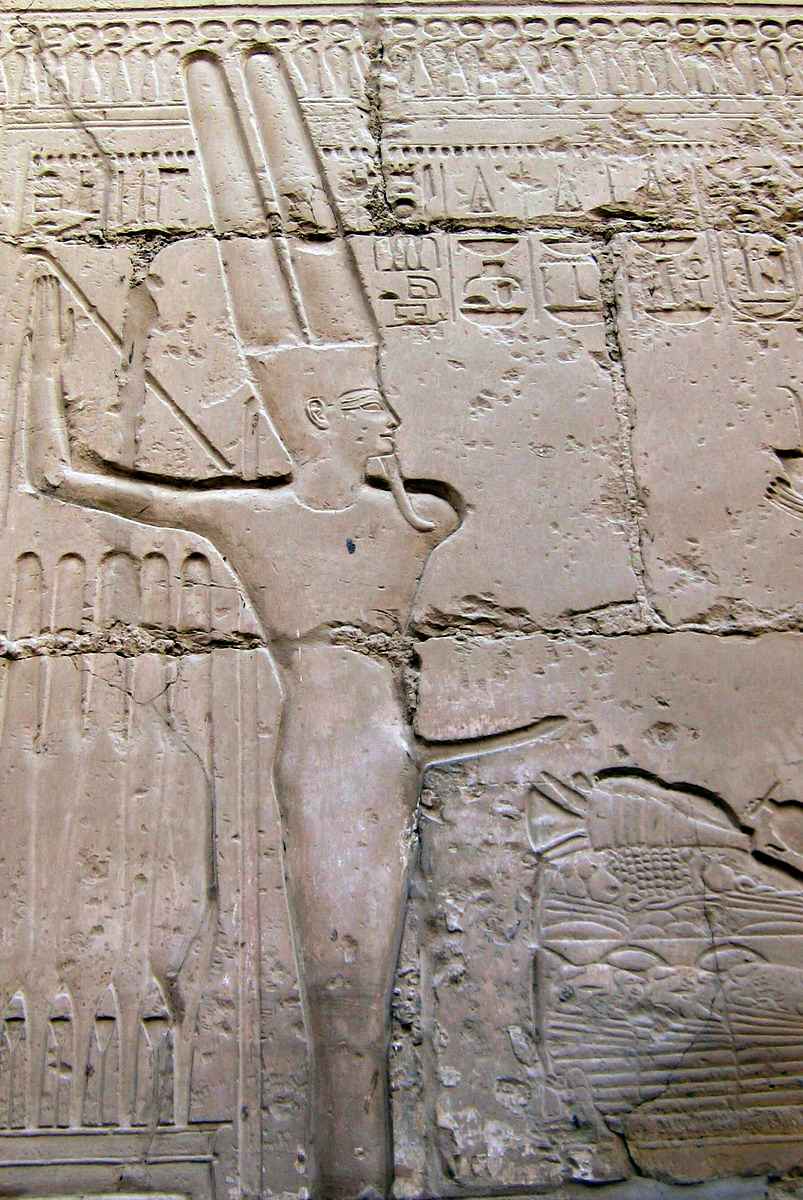
مین (اسطوره)، خدای باروری و کاهو مصر باستان

- باستت، الهه گربه گاهی با باروری مرتبط است
- حاثور، الهه موسیقی، زیبایی، عشق، جنسیت و باروری
- حکت، قورباغه الهه باروری
- هارسافس، خدای آفرینش و باروری
- ایزیس، الهه مادری، جادو و باروری
- مسخنت، الهه زایمان
- مین (اسطوره)، خدای باروری، تولید مثل و کاهو
- ازیریس، خدای زندگی پس از مرگ، مردگان، و عامل دنیای زیرین که به همه زندگی، از جمله جوانه زدن گیاهان و طغیان حاصلخیز رودخانه نیل عطا کرد.
- رنه‌نوتت، الهه نام واقعی، خرمن و مزارع حاصلخیز
- سوبک، خدای رودخانه، جنگ و باروری
- سوپدت، الهه حاصلخیزی خاک
- تاورت، الهه باروری و زایمان
- تفنوت، الهه آب و باروری

## بومیان آمریکا
- آتاهنسیک، ایروکوا الهه مرتبط با ازدواج، زایمان و تلاش‌های زنانه
- Kokopelli، هوپی خدای حقه باز مرتبط با باروری، زایمان و کشاورزی
- هانهپی وی، لاکوتا الهه مرتبط با ماه، مادری، خانواده و زنانگی

### آزتک‌ها
- چیمالما، الهه باروری، زندگی، مرگ و تولد دوباره.
- توناکاته‌کوتلی، خدای رزق.
- Tonacacihuatl، الهه رزق و روزی.
- تونانتزین
- کواتلیکوئه، الهه باروری، زندگی، مرگ و تولد دوباره.
- زوشی‌پلی، خدای عشق، هنر، بازی، زیبایی، رقص، گل، ذرت، باروری و آواز.
- شوچیکتسال، الهه باروری، زیبایی، قدرت جنسی زنان، حمایت از مادران جوان، بارداری، زایمان و صنایع دستی زنان.
- کوئتزالکواتل، خدای باروری، باد، آب و شکلات.

## آسیا

### عرب
- عثتر
- عزی، باکره جنگجو و نماد ستاره صبح
- منات (بت)، پیرزنی که سرنوشت و مرگ را تعیین می‌کرد
- لات (بت)، الهه بزرگ زمین و کشاروزی

### ارمنستان
- آناهید (اساطیر ارمنی)، الهه باروری، شفا، خرد و آب.
- آرامازد، پادشاه سخاوتمند و خدای خالق باروری، باران و فراوانی

### هند
- بانکا-موندی، الهه شکار و باروری
- بهاوانی، الهه باروری
- بومی دیوی، الهه باروری
- بوتاس، شیاطین جوان باروری
- روهینی، الهه کوچک باروری و ثروت
- پریتیوی، الهه زمین و شکل باروری Bhumi
- گیاتری، الهه وداها و آدی شاکتی با شکل باروری ساویتر
- سوما (ایزد ودایی)، خدای قمری مرتبط با باروری
- Lajja Gauri، الهه مرتبط با فراوانی و باروری
- ماناسا، الهه مار مرتبط با باروری و شکوفایی
- ماتریکاس، گروهی متشکل از ۷–۱۶ الهه که با باروری و قدرت مادری مرتبط هستند.
- پارواتی، الهه مرتبط با باروری، سعادت زناشویی، ارادت به همسر، زهد و قدرت.
- Sinivali، الهه مرتبط با باروری و تولد آسان
- یوگمایا، الهه باروری و محافظت در برابر شیاطین شیطانی

### ایران
- آناهیتا: یا آناهید (اساطیر ارمنی) الوهیت «آب‌ها» و از این رو با باروری، شفا و خرد مرتبط است.
- سپنته آرمیتی: یا اسپاندارامت، الوهیت زنانه مرتبط با زمین و مادر طبیعت.
- ارد یشت: الوهیت باروری و اقبال[۱]

### اسرائیل
- اشیره، الهه مادر طبیعت، نخلستان‌ها و درختان (تبعید شده توسط حزقیا)

### بین‌النهرین
- تیامات نام یکی از ایزدبانوهای باستانی افسانه‌های بابلی و سومری و یکی از نقش‌آفرینان اصلی در حماسه آفرینش بابلی یعنی داستان انوما الیش است. او ایزدبانوی آب بود.
- اشیره، الهه باستانی سامی الهه مادری و باروری.
- اشرتوم، همسر آمورو
- تموز (اسطوره)/تموز (اسطوره)، خدای در حال مرگ و قیام بین‌النهرینی، دوموزید سیپاد (شوپان)، شوهر اینانا
- Gatumdag، سومرالهه باروری و الهه مادر سرپرست لاگاش
- نانشه، الهه سومری عدالت اجتماعی، نبوت، باروری و ماهیگیری
- شرّه ایتو، با اسرتوم، بعداً عشرات آهیتو (اشرتوم خارجی) یا (اشرتوم دیگر) شناسایی شد.
- اینانا، الهه بین‌النهرینی عشق، زیبایی، جنسیت، میل، باروری، جنگ، عدالت و قدرت سیاسی. نمادهای او شیر، کبوتر و ستاره ۸ پر، همسر دوموزید بود.

### ژاپن
- کیچیجوتن، الهه شادی، باروری و زیبایی
- کوئه‌بیکو، خدای کشاورزی و دانش
- ایناری، خدای باروری، برنج، کشاورزی، روباه و صنعت. این خدا دارای جنسیت مبهم است و ممکن است به صورت مرد، زن یا مبهم به تصویر کشیده شود.
- شیندا، خدای باروری قوم آینو (ژاپن)

## اروپا

### آلمانی
- ایستره، الهه بهار و باروری؛ در زمان‌های گذشته احتمالاً الهه سپیده دم بوده‌است زیرا نام او هم خانواده ائوس (اسطوره) است.
- فریر، خدای مرتبط با صلح، ازدواج، باران، آفتاب و باروری، هم از زمین و هم مردم.
- فریا، الهه مرتبط با باروری و خواهر خدای فوق
- فریگ (ایزدبانو)، الهه مرتبط با نبوت، ازدواج و زایمان. در یک افسانه، او همچنین ارتباط مستقیم تری با باروری نشان می‌دهد، زیرا پادشاه و ملکه برای فرزندی از او دعا می‌کنند.
- گفیون، الهه دانمارکی شخم زدن و احتمالاً باروری
- Nerthus، الهه زمین مرتبط با باروری
- نیورد، از آنجایی که نام او با الهه فوق همزاد است، ممکن است او در اصل یک خدای زمین/باروری بوده‌است، قبل از اینکه تبدیل به خدای دریایی شود که به خاطر صید فراوان از او تشکر کرده‌است.
- ثور (اساطیر)، برخی از گونه‌های بت‌پرستی نورس او را خدای باروری (احتمالاً به دلیل بارش باران) و پدر فریر و فریجا به جای نجوردر می‌دانستند.

### یونانی

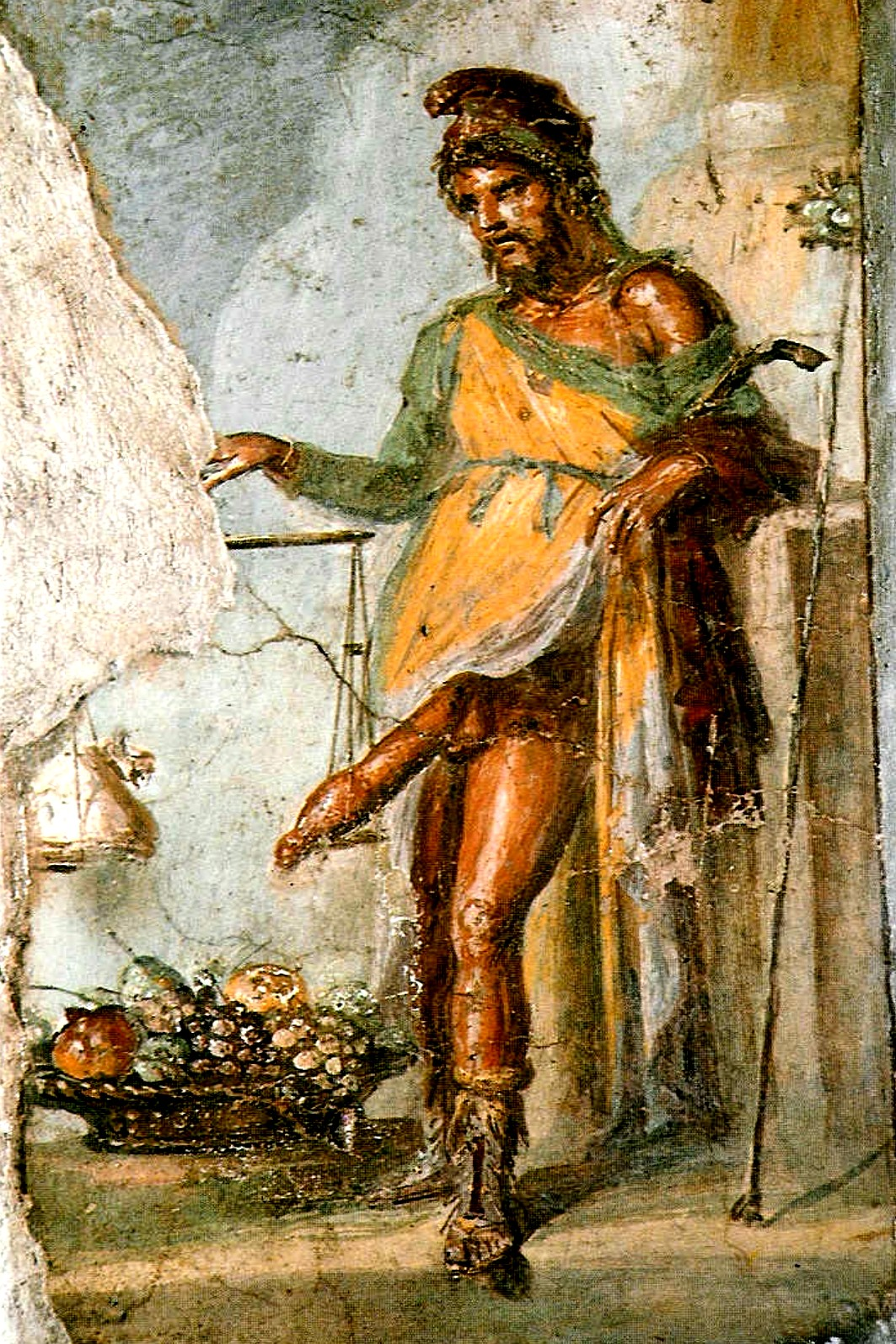
پریاپوس، خدای روستایی باروری، حفاظت از دام، گیاهان میوه، باغ‌ها و اندام تناسلی مردانه

- آفرودیته، الهه زیبایی، عشق، لذت، جنسیت و زایش.
- Aphaea، الهه محلی مرتبط با باروری و چرخه کشاورزی
- آرتمیس، الهه شکار، بیابان، حیوانات وحشی، ماه، عفت و زایمان
- دمتر، الهه برداشت، کشاورزی، باروری و قانون مقدس
- دیونیسوس، خدای شراب، انگور، و جشن، مرتبط با باروری، به ویژه انگور و نر.
- هرمس، فرستاده خدایان، احتمالاً مرتبط با باروری مردان
- هرا، الهه ازدواج، زنان، باروری زنان، زایمان
- ایلی‌ثیا، (به نام Eileithyia) الهه زایمان و مامایی
- پن (اسطوره‌شناسی)، خدای شبانان و گله‌ها، مرتبط با باروری، به‌ویژه حیوانات.
- فانس، خدای اولیه تولید مثل و زندگی جدید
- پریاپوس، خدای روستایی باروری، حفاظت از دام، گیاهان میوه، باغ‌ها و اندام تناسلی مردانه
- Tychon، جزئی دایمون (اساطیر کلاسیک) باروری
- پرسفونه الهه رشد، گل و گیاه بهار

## اقیانوسیه
- گدی (اسطوره‌شناسی)، فیجی خدای باروری، که استفاده از آتش را به بشر آموخت.
- ماکی‌ماکی (افسانه)، جزیره ایستر خالق-خدا، مرتبط با باروری
- Tagroa Siria، خدای فیجی که با باروری مرتبط است
- تانگروآ، راروتونگا خدای دریا و خلقت، مرتبط با باروری